# Myrmarachne longiventris
Myrmarachne longiventris är en spindelart som först beskrevs av Simon 1903.  Myrmarachne longiventris ingår i släktet Myrmarachne och familjen hoppspindlar. Inga underarter finns listade i Catalogue of Life.